# Рамон Дијаз
Рамон Дијаз (29. август 1959) је бивши аргентински фудбалер, данас успешан тренер.

## Каријера
Током каријере наступао је за Ривер Плејт, Наполи, Авелино, Фјорентину, Интер, Монако и Јокохаму маринос, а као тренер водио је Ривер Плејт (у два наврата), Оксфорд јунајтед, Сан Лоренцо (такође у два наврата), Индепендијенте, репрезентацију Парагваја, Ал Хилал и Ал Итихад. Тренутно је шеф стручног штаба египатског Пирамидса.

## Репрезентација
За репрезентацију Аргентине дебитовао је 1979. године. Наступао је на Светском првенству 1982. године с аргентинском селекцијом. За тај тим је одиграо 22 утакмице и постигао 10 голова.

## Статистика
| Аргентина | Аргентина | Аргентина |
| Година    | Наступи   | Голови    |
| --------- | --------- | --------- |
| 1979.     | 1         | 1         |
| 1980.     | 9         | 4         |
| 1981.     | 4         | 1         |
| 1982.     | 8         | 4         |
| Укупно    | 22        | 10        |

## Трофеји (као играч)

### Ривер Плејт
- Првенство Аргентине (5) : 1979. (Метрополитано), 1979. (Насионал), 1980. (Метрополитано), 1981. (Насионал), 1991. (Апертура)

### Интер
- Серија А (1) : 1988/89.

### Монако
- Куп Француске (1) : 1990/91.

### Репрезентација Аргентине
- Светско првенство до 20 (1) : 1979.

## Трофеји (као тренер)

### Ривер Плејт
- Првенство Аргентине (6) : 1996. (Апертура), 1997. (Клаусура), 1997. (Апертура), 1999. (Апертура), 2002. (Клаусура), 2014.
- Суперфинале Аргентине (1) : 2013/14.
- Копа либертадорес (1) : 1996.
- Суперкуп либертадорес (1) : 1997.

### Сан Лоренцо
- Првенство Аргентине (1) : 2007. (Клаусура).

### Ал Хилал
- Првенство Саудијске Арабије (1) : 2016/17.
- Куп Саудијске Арабије (2) : 2017, 2023.